# 產品經理
產品經理（英語：Product manager，縮寫：PM，也称產品企劃）是指在公司中針對某一項或是某一類的產品進行規劃和管理的人員，主要負責產品的研發、製造、营销、渠道等工作。

## 其他
按照联合国训练研究所CIFAL中心发布的“UCPM产品经理”认证标准，产品经理的职责是：“领导和管理愿景驱动的跨职能团队，根据市场和用户研究的结果，形成对用户需求的深刻理解，从而运用新技术或/和新的商业模式，通过一系列科学的流程、工具和方法，开发出为用户创造价值的产品，并对产品进行生命周期管理。同时，他们要协调企业中其他相关职能部门和人员，协同完成产品的设计、研发、测试、上市、运营、制造、推广、服务和退市等工作，帮助企业实现商业利益，并推动企业的可持续发展。”
产品经理需要考虑相关行业状况、目标用户特征、竞争产品、产品是否符合公司的业务模式等等诸多因素。一般而言，产品经理管理的是一个或者多个有形产品。但是，产品经理也可以用于描述管理无形产品如音乐、信息和服务的人。有形产品行业产品经理的角色与服务业中项目总监类似。
产品经理的职责描述目前仍然分歧很多，因人、因公司而异。即使是在相对较为一致的高科技行业，不同公司中的职位描述也是很不同的。但通常认为产品经理的职责主要包括：产品经理负责调查并根据用户的需求,确定开发何种产品, 选择何种技术、商业模式等。并推动相应产品的开发组织, 她或他还要根据产品的生命周期,协调研发、营销、运营等,确定和组织实施相应的产品策略,以及其他⼀系列相关的产品管理活动。
在金融服务业，产品经理通常负责管理产品（如信用卡组合）及其盈亏，也决定其业务发展策略。
产品经理工作内容包含需求收集，需求分析，需求落地，产品设计，项目跟踪，项目上线，数据跟踪以及对业务人员进行培训，协助运营、销售、客服等开展工作。
| 阶段     | 内容            | 具体内容                                                   |
| -------- | --------------- | ---------------------------------------------------------- |
| 需求收集 | 竞品分析        | 行业内竞品调研和分析SWOT情况                               |
| 需求收集 | 用户反馈        | 来自客服，论坛，用户评论的声音                             |
| 需求收集 | 内部需求        | 运营部门，产品迭代创新                                     |
| 需求分析 | 数据收集        | 当前产品的历史数据等                                       |
| 需求分析 | 头脑风暴        | 产品部门内部讨论                                           |
| 需求落地 | 产品原型        | 状态迁移（正常、异常）                                     |
| 需求落地 | 产品原型        | 各相关部门在每个节点的协作                                 |
| 需求落地 | 产品原型        | 数据检测和预期，包括数据呈现样式和时间（日报，周报，邮件） |
| 需求落地 | 和需求方Fix原型 | 相关需求方最终检查并确认原型                               |
| 项目跟踪 | 确定开发时间    | 和技术，QA沟通需求，确认开发的时间                         |
| 项目跟踪 | 项目进度跟进    | 开发过程中发现问题随时调整                                 |
| 项目跟踪 | 项目测试和验收  | Stage环境验收，包括数据收集确认                            |
| 项目跟踪 | iOS/安卓提审    | 安卓各个渠道包                                             |
| 项目跟踪 | iOS/安卓提审    | iOS关键词，标题和ASO团队确认                               |
| 项目上线 | 相关部门培训    | 和修改相关的部门，包括但不限于客服，运营部门               |
| 项目上线 | 正式上线        | 确认运营和客服已经做好准备（商品，活动页面）               |
| 数据跟踪 | 定期数据        | 定期收集数据并分析，确认下个版本迭代需求                   |

## 相關參見
- 产品营销经理——执行所有外向的营销工作
- ——执行所有与进度和资源管理相关的工作
- 程序经理——执行与进度、资源和跨职能管理相关的工作